# Blauw-witte ijsvogel
De blauw-witte ijsvogel (Caridonax fulgidus) is een vogel uit de familie Alcedinidae (ijsvogels).

## Omschrijving
De blauw-witte ijsvogel is een grote jungle ijsvogel met egaal paarse bovenzijdes, behalve zijn witte stuit. De fel oranje snavel en poten zijn ook een belangrijk herkenningspunt. De wat jongere exemplaren zijn te herkennen aan de wat donkerdere ogen en de bruin gelige borst.

## Verspreiding en leefgebied
Deze soort is endemisch op de Kleine Soenda-eilanden van Lombok tot Flores, Besar en Adonara.

## Externe link

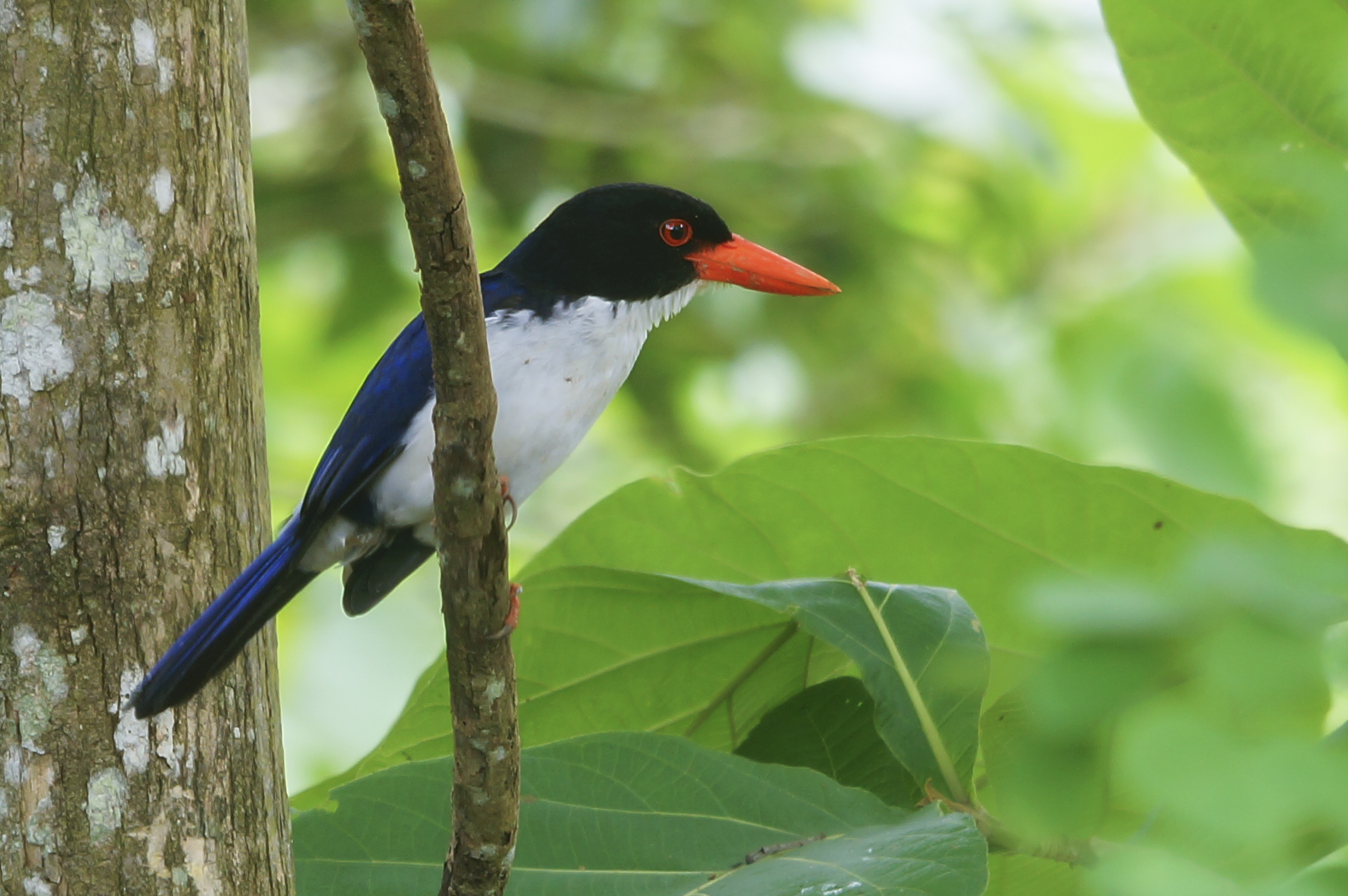